# Saku Koivu
Saku Koivu (* 23. listopadu 1974 Turku) je bývalý finský profesionální hokejový útočník. Byl prvním evropským kapitánem Montreal Canadiens a spolu s Jeanem Béliveau se dělí o primát nejdéle sloužícího kapitána tohoto slavného celku.

## Hráčská kariéra
Saku Koivu zahájil svou profesionální kariéru v týmu finské ligy TPS Turku, kde hrál v letech 1992 až 1995 (později také v sezóně 2004/05 v době výluky NHL).
V roce 1993 byl draftován v prvním kole jako číslo 21 do týmu Canadiens, zůstal však ještě dva roky ve Finsku. V NHL začal nastupovat od sezóny 1995/1996. V prvním roce zaznamenal 45 bodů v 82 utkáních a skončil v bodování nováčků čtvrtý. V následující sezóně patřil mezi nejproduktivnější hráče celé NHL, než si v prosinci v utkání proti Chicago Blackhawks zranil koleno a vynechal 32 utkání. I tak zaznamenal 56 bodů v 50 utkáních. I v dalších dvou sezónách jej omezovala různá zranění. Po odchodu kapitána Vincenta Damphousse v sezóně 1998/1999 byl jmenovaný 27. kapitánem v historii Canadiens a prvním Evropanem v této funkci. O značnou část sezóny jej ovšem připravilo zranění ramenního kloubu a v dalších dvou letech jej zase ze hry vyřazovaly potíže s levým kolenem. Zdravotní potíže vyvrcholily před zahájením sezóny 2001/2002, kdy u něj lékaři diagnostikovali Burkittův lymfom – zhoubné onemocnění mízních uzlin. Podstoupil léčení, přičemž jej podporovalo množství fanoušků a udržoval kontakty s Mario Lemieuxem a Johnem Cullenem, hráči, kteří svůj boj s podobnými typy rakoviny vyhráli. Očekávalo se, že vynechá celou sezónu, ale Koivu se stihl vrátit ještě na konci základní části. V prvním utkání po návratu mu fanoušci připravili osmiminutový aplaus, když vyjel na led domácí haly Molson Centre. Pomohl týmu vybojovat postup do play-off a v prvním kole vyřadit Boston Bruins, nejvýše nasazený tým po základní části. Po sezóně byl Saku Koivu oceněn Bill Masterton Memorial Trophy za statečnost a přínos pro tým v době, kdy podstupoval léčbu rakoviny.
I v další sezónách se na něj zranění lepila, například v play off sezóny 2005/2006 utrpěl po kontaktu s hokejkou Justina Williamse zranění sítnice levého oka, po kterém ztratil část periferního vidění. Přesto však nadále dokazoval, jak je přínosným hokejistou pro svůj tým. V další sezóně si připsal 75 bodů, z toho 22 gólů, čímž překonal svá dosavadní maxima. Po sezóně byl také oceněn King Clancy Memorial Trophy za zásluhu na založení nadace Saku Koivu Foundation podporující boj proti rakovině.
Po sezóně 2008/2009, která byla jeho desátá ve funkci kapitána Canadiens, čímž vyrovnal dosavadní klubový rekord Jeana Béliveau, se stal volným agentem. Po čtrnácti letech opustil Montreal a podepsal roční kontrakt s týmem Anaheim Ducks. Tak měl možnost zahrát si s krajanem Teemu Selännem. Stal se zástupcem kapitána. Protože prokázal nesporný přínos pro tým, smlouvu s Anaheimem několikrát prodloužil až do ročníku 2013/2014 kde si připsal 65 startů a zaznamenal 29 bodů (11 gólů a 18 asistencí). Nezapomněli na něj ani fanoušci v Montrealu. Pokaždé, když se s Anaheimem do Montrealu vrátil, připravili mu ovace vestoje. 19. června 2014 Anaheim Ducks oznámili, že neprodlouží jeho smlouvu a na konci sezóny se tedy stal volným hráčem. 10. září 2014 pak oznámil konec kariéry.
V kariéře v NHL si připsal celkem 255 gólů a 577 asistencí (celkem 832 bodů) v 1124 utkáních základní části. Je třetím nejproduktivnějším Finem v historii NHL po Selännem a Jari Kurrim.

## Reprezentační kariéra
S finskou reprezentací získal Saku Koivu čtyři olympijské medaile (bronzovou v letech 1994, 1998 a 2010 a stříbrnou v roce 2006). Kromě toho má na kontě čtyři medaile (dvě stříbrné, jednu bronzovou a jednu zlatou) z mistrovství světa.
Byl dlouholetým kapitánem Finska (v letech 1998 až 2010). Poprvé tuto funkci zastával na olympiádě v Naganu 1998. Byl u většiny velkých úspěchů finské reprezentace včetně jejich historicky prvního titulu v roce 1995 nebo při postupu Finska do finále Světového poháru v roce 2004. Pokud byli všichni zdravotně v pořádku, nastupoval na velkých akcích v klíčové formaci Finska s Teemu Selännem a Jere Lehtinenem.

## Ocenění a individuální úspěchy
- 2002 Bill Masterton Memorial Trophy
- 2007 King Clancy Memorial Trophy
- dvakrát zvolen fanoušky do sestavy pro NHL All-Star Game 1998 a 2003 (nehrál pro zranění)
- nejdéle sloužící kapitán Montreal Canadiens spolu s Jeanem Belivaeu
- člen All-star týmu mistrovství světa – 1994, 1995, 1999
- nejlepší útočník mistrovství světa 1995, 1999
- nejproduktivnější hráč mistrovství světa 1999
- finský hokejista roku 1994, 1995
- člen All-star týmu na olympijských hrách 2006
- nejproduktivnější hráč na olympijských hrách 1998 a 2006 (v obou případech spolu s Teemu Selännem)

## Klubová statistika
| Sezona         | Klub               | Soutěž         | Základní část | Základní část | Základní část | Základní část | Základní část | Play off | Play off | Play off | Play off | Play off |
| Sezona         | Klub               | Soutěž         | Z             | G             | A             | B             | TM            | Z        | G        | A        | B        | TM       |
| -------------- | ------------------ | -------------- | ------------- | ------------- | ------------- | ------------- | ------------- | -------- | -------- | -------- | -------- | -------- |
| 1992–93        | TPS Turku          | SM-l           | 46            | 3             | 7             | 10            | 28            | 11       | 3        | 2        | 5        | 2        |
| 1993–94        | TPS Turku          | SM-l           | 47            | 23            | 30            | 53            | 42            | 11       | 4        | 8        | 12       | 16       |
| 1994–95        | TPS Turku          | SM-l           | 45            | 27            | 47            | 74            | 73            | 13       | 7        | 10       | 17       | 16       |
| 1995–96        | Montreal Canadiens | NHL            | 82            | 20            | 25            | 45            | 40            | 6        | 3        | 1        | 4        | 8        |
| 1996–97        | Montreal Canadiens | NHL            | 50            | 17            | 39            | 56            | 38            | 5        | 1        | 3        | 4        | 10       |
| 1997–98        | Montreal Canadiens | NHL            | 69            | 14            | 43            | 57            | 48            | 6        | 2        | 3        | 5        | 2        |
| 1998–99        | Montreal Canadiens | NHL            | 65            | 14            | 30            | 44            | 38            | —        | —        | —        | —        | —        |
| 1999–00        | Montreal Canadiens | NHL            | 24            | 3             | 18            | 21            | 14            | —        | —        | —        | —        | —        |
| 2000–01        | Montreal Canadiens | NHL            | 54            | 17            | 30            | 47            | 40            | —        | —        | —        | —        | —        |
| 2001–02        | Montreal Canadiens | NHL            | 3             | 0             | 2             | 2             | 0             | 12       | 4        | 6        | 10       | 4        |
| 2002–03        | Montreal Canadiens | NHL            | 82            | 21            | 50            | 71            | 72            | —        | —        | —        | —        | —        |
| 2003–04        | Montreal Canadiens | NHL            | 68            | 14            | 41            | 55            | 52            | 11       | 3        | 8        | 11       | 10       |
| 2004–05        | TPS Turku          | SM-l           | 20            | 8             | 8             | 16            | 28            | 6        | 3        | 2        | 5        | 30       |
| 2005–06        | Montreal Canadiens | NHL            | 72            | 17            | 45            | 62            | 70            | 3        | 0        | 2        | 2        | 2        |
| 2006–07        | Montreal Canadiens | NHL            | 81            | 22            | 53            | 75            | 74            | —        | —        | —        | —        | —        |
| 2007–08        | Montreal Canadiens | NHL            | 77            | 16            | 40            | 56            | 93            | 7        | 3        | 6        | 9        | 4        |
| 2008–09        | Montreal Canadiens | NHL            | 65            | 16            | 34            | 50            | 44            | 4        | 0        | 3        | 3        | 2        |
| 2009–10        | Anaheim Ducks      | NHL            | 71            | 19            | 33            | 52            | 36            | —        | —        | —        | —        | —        |
| 2010–11        | Anaheim Ducks      | NHL            | 75            | 15            | 30            | 45            | 36            | 6        | 1        | 6        | 7        | 6        |
| 2011–12        | Anaheim Ducks      | NHL            | 74            | 11            | 27            | 38            | 50            | —        | —        | —        | —        | —        |
| 2012–13        | Anaheim Ducks      | NHL            | 47            | 8             | 19            | 27            | 18            | 7        | 1        | 2        | 3        | 6        |
| 2013–14        | Anaheim Ducks      | NHL            | 65            | 11            | 18            | 29            | 46            | 13       | 0        | 1        | 1        | 8        |
| Celkem v NHL   | Celkem v NHL       | Celkem v NHL   | 1124          | 255           | 577           | 832           | 809           | 79       | 18       | 41       | 59       | 60       |
| Celkem v Liiga | Celkem v Liiga     | Celkem v Liiga | 158           | 61            | 92            | 153           | 171           | 41       | 17       | 22       | 39       | 64       |

### Reprezentační statistiky
| 1992                      | Finsko 18                 | MEJ                       | 6  | 3  | 5  | 8  | 18 |
| 1993                      | Finsko 20                 | MSJ                       | 7  | 1  | 8  | 9  | 6  |
| 1993                      | Finsko                    | MS                        | 6  | 0  | 1  | 1  | 2  |
| 1994                      | Finsko                    | MSJ                       | 7  | 3  | 6  | 9  | 12 |
| 1994                      | Finsko                    | OH                        | 8  | 4  | 3  | 7  | 12 |
| 1994                      | Finsko                    | MS                        | 8  | 5  | 6  | 11 | 4  |
| 1995                      | Finsko                    | MS                        | 8  | 5  | 5  | 10 | 18 |
| 1996                      | Finsko                    | SP                        | 4  | 1  | 3  | 4  | 4  |
| 1997                      | Finsko                    | MS                        | 6  | 2  | 2  | 4  | 2  |
| 1998                      | Finsko                    | OH                        | 6  | 2  | 8  | 10 | 4  |
| 1999                      | Finsko                    | MS                        | 10 | 4  | 12 | 16 | 4  |
| 2003                      | Finsko                    | MS                        | 7  | 1  | 10 | 11 | 4  |
| 2004                      | Finsko                    | SP                        | 6  | 3  | 1  | 4  | 2  |
| 2006                      | Finsko                    | OH                        | 8  | 3  | 8  | 11 | 12 |
| 2008                      | Finsko                    | MS                        | 6  | 0  | 3  | 3  | 4  |
| 2010                      | Finsko                    | OH                        | 6  | 0  | 2  | 2  | 6  |
| Juniorská kariéra celkově | Juniorská kariéra celkově | Juniorská kariéra celkově | 20 | 7  | 19 | 26 | 36 |
| Seniorská kariéra celkově | Seniorská kariéra celkově | Seniorská kariéra celkově | 89 | 30 | 64 | 94 | 78 |